# Operación Dragoon
La Operación Anvil (Yunque),  posteriormente llamada Dragoon (Dragón) fue ejecutada el 15 de agosto de 1944, permitió el desembarco de los Aliados en el sureste de Francia, entonces ocupada por la Alemania nazi, entre Tolón y Cannes durante la Segunda Guerra Mundial.
Esta operación, permitiría a los Aliados aliviar la presión en Normandía, en la cual se estaba encontrando mucha resistencia alemana debido al terreno. En septiembre de 1944, los aliados que participaron en la operación Anvil-Dragoon, lograron hacer retroceder a los alemanes hacia el norte y contactar con los aliados que habían desembarcado en Normandía. Además, los alemanes que ocupaban Francia tuvieron que replegarse hasta a algunos kilómetros de la frontera entre Francia con Alemania, Luxemburgo y Bélgica.

## Antecedentes

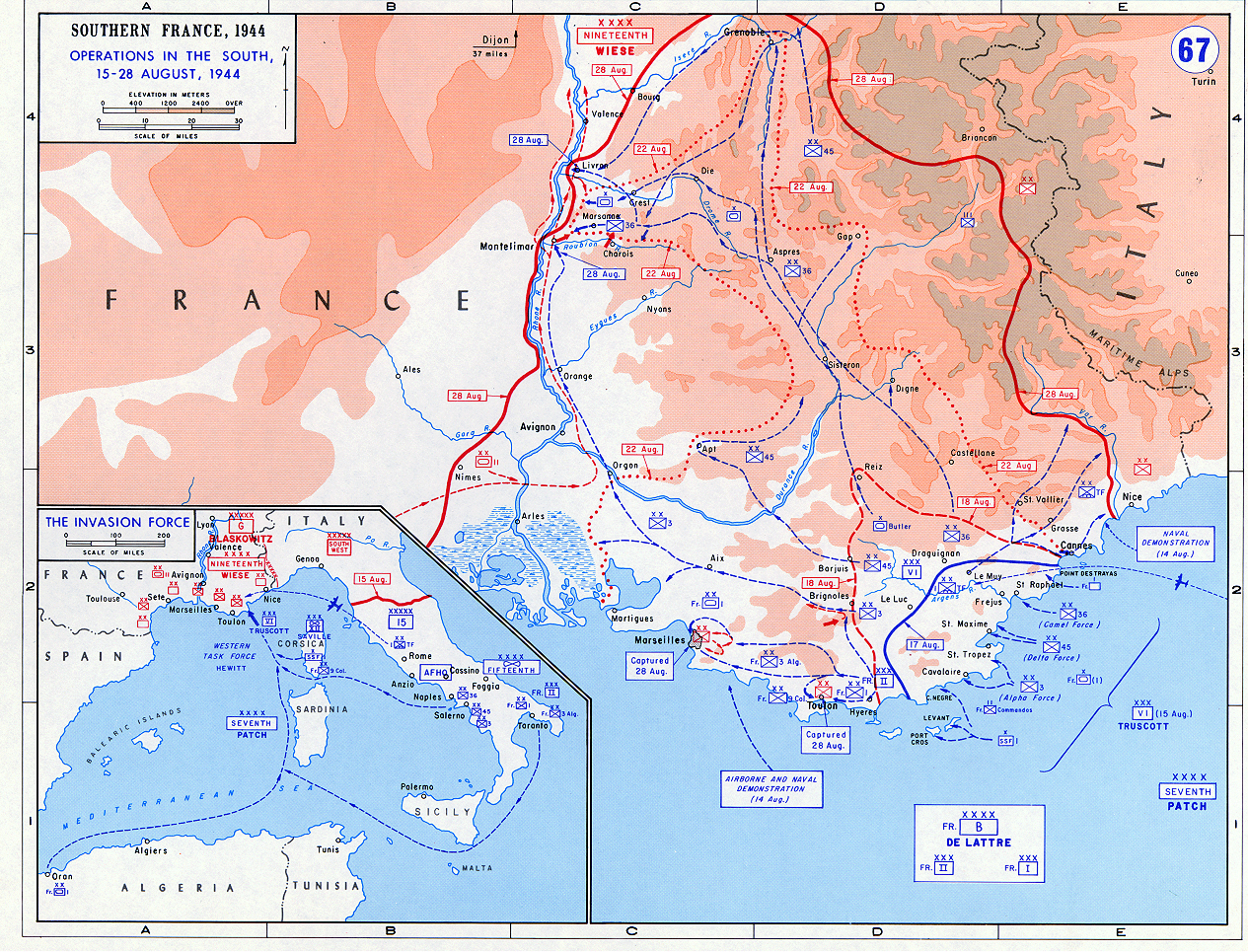
Un mapa que muestra los desembarcos anfibios aliados y el avance en el sur de Francia, así como las posiciones defensivas alemanas.

Durante su planeamiento preliminar a principios de 1942, la operación fue nombrada en un primer momento como Anvil (Yunque) y fue pensada como complemento a la Operación Sledgehammer (Mazo). Esta última consistiría en un cruce del canal de la Mancha desde Gran Bretaña a la costa noroeste francesa solo en caso de colapso de la URSS ante la ofensiva alemana de la primavera de 1942.
Pasado el peligro de derrumbe del aliado soviético, estadounidenses y británicos decidieron seguir adelante con los planes para Anvil y Sledgehammer, pues eran conscientes de que en un futuro la victoria final sobre Alemania pasaba por un desembarco en suelo francés. Ambas operaciones fueron rebautizadas como Dragoon y Overlord, respectivamente. Overlord (la principal) supondría la invasión de Normandía, mientras que Dragoon sería un complemento destinado a apoyar el flanco derecho del general Eisenhower, mediante desembarcos de tropas en la Riviera gala.
El primer ministro británico Winston S. Churchill argumentaba que la Operación Dragoon distraía unos recursos militares a los que se les habría dado mejor uso empleándolos en una invasión de las regiones productoras de petróleo de los Balcanes, especialmente Rumanía, de las cuales Alemania dependía para su suministro de carburantes. Churchill así mismo atisbaba que la puesta en acción de tropas aliadas occidentales en aquella zona significaría un contrapeso a la expansión del área de influencia soviética por los países orientales de Europa, beneficio secundario que Stalin esperaba obtener de su lucha para expulsar a las tropas nazis del suelo de la URSS.
En el peor de los casos el primer ministro británico anhelaba conseguir del presidente Franklin D. Roosevelt el apoyo necesario para, sacrificando Dragoon, ordenar a las tropas aliadas un esfuerzo final en el frente italiano, con el que se barrería a los alemanes de Roma y el valle del Po, y tras cruzar los Alpes, entrar en Viena. Se colocaría así un sable en la espalda de las fuerzas alemanas que luchaban contra el Ejército Rojo en Europa Oriental.
Pero los militares estadounidenses se posicionaron abiertamente a favor del desembarco en la costa mediterránea francesa. Confiaban en establecer un único frente en Francia tras la unión de las tropas de Overlord y Dragoon, siendo ese el medio más rápido para ganar la guerra en Europa. Como objetivo secundario, pero a valorar en gran medida, la operación aseguraría los puertos de Tolón y Marsella, con los que sería posible abrir una nueva vía de entrada de refuerzos y suministros con los que apoyar el avance hacia Alemania. Por su parte los británicos insistían en que las tropas ya estacionadas en Italia, era allí donde debían permanecer a despecho de Dragoon. Churchill perseveraba en su negativa, pues creía aún en la invasión de Dalmacia e Istria, ya que le rondaba la convicción de que era imprescindible tomar pie en el sureste de Europa antes de la llegada de los ejércitos de Stalin. Este desacuerdo estratégico fue el primero de importancia entre los aliados anglo-estadounidenses.
El plan originalmente preveía una fuerza de invasión formada por tropas de la Francia Libre, así como estadounidenses, las cuales tomarían Tolón y más tarde Marsella, aunque subsiguientes revisiones del plan incluyeron Saint-Tropez entre los objetivos. Durante el primer semestre de 1944, y debido a divergencias estratégicas y de planteamiento entre el estado mayor británico, quien seguía oponiendo resistencia a la realización de los desembarcos, y los jefes de Estado mayor estadounidenses, el plan siguió sufriendo modificaciones y retrasos.
Finalmente la balanza se decantó del lado de “Dragoon” por dos motivos principales: la entrada en Roma de las tropas aliadas a primeros de junio, lo cual desmontó en parte los argumentos de Churchill para seguir apostando por la campaña italiana, y el éxito de la Operación Cobra a finales de julio, esto es la ruptura de las líneas alemanas desde la cabeza de puente de Normandía, lo cual abría la campiña francesa noroccidental a los blindados estadounidenses. Estos, apoyándose en la posición británica de Caen, girarían en dirección a París exponiendo así su flanco derecho. Por todo ello se decidió finalmente que el Día D de la operación Dragoon se establecía para el 15 de agosto de 1944.
El Sexto Grupo de Ejércitos de Estados Unidos, también llamado Grupo de Ejércitos Sur o Fuerza Dragón, mandado por el teniente general Jacob L. Devers fue creado en Córcega y activado el 1 de agosto de 1944 para cohesionar a las fuerzas francesas y estadounidenses que se planeaba invadirían el sur de Francia en la operación Dragoon. Al principio el Sexto Grupo de Ejércitos fue subordinado al Cuartel General de las Fuerzas Aliadas, bajo mando del general sir Henry Maitland Wilson, que era el comandante supremo del teatro de operaciones del Mediterráneo. Pero pasado un mes desde la invasión Dragoon, el mando del Sexto Grupo de Ejércitos le fue entregado al SHAEF, Supreme Headquarter Allied Expedicionary Forces, o Cuartel General Supremo de las Fuerzas Aliadas Expedicionarias, a las órdenes del general  Dwight D. Eisenhower, el comandante supremo de las fuerzas aliadas en el Frente Occidental.
El Sexto Grupo de Ejércitos estaba compuesto por el Primer Ejército francés, bajo el mando del general Jean de Lattre de Tassigny, y el Séptimo Ejército de los Estados Unidos, a cargo del teniente general Alexander Patch. Serían las divisiones del VI Cuerpo de Ejército (integrado en el Séptimo Ejército) las encargadas de formar las primeras oleadas de la invasión. También en agosto de 1944 fue activada la agrupación naval Task Force 88, con la misión de llevar a cabo y apoyar los desembarcos de “Dragoon”. En total se reunieron 450 000 soldados aliados, 5000 aviones y 2000 barcos.
El sur de Francia estaba ocupado por el Grupo de Ejércitos G alemán, mandado por el coronel general Johannes Blaskowitz. El Grupo de Ejércitos G estaba formado por el Primer Ejército, bajo el mando del general de infantería Friederich Weise, y el Decimonoveno Ejército del general Kurt von der Chevallerie.
La resistencia no se preveía muy fuerte, ya que el Decimonoveno Ejército alemán había tenido que destinar todas sus unidades móviles al frente de Normandía y solo quedaba un destacamento entre Perpiñán y Niza. Contaba solo con media docena de pequeños tanques italianos, además de tener que utilizar un heterogéneo arsenal procedente del botín de guerra de 1940. Para empeorar las cosas el Primer Ejército alemán no podría acudir en su ayuda pues había recibido órdenes de retirarse al Loira superior.

## Desembarcos
Las tropas del asalto principal estaban formadas por 3 divisiones estadounidenses (las 3.ª, 36.ª y 45.ª divisiones de infantería) pertenecientes al VI Cuerpo de Ejército del teniente general Lucian Truscott, reforzadas con la 5.ª División Acorazada francesa. La 3.ª División se ocupó del flanco izquierdo de la zona del desembarco, nombre clave Alpha Beach, (en la localidad de Cavalaire-sur-Mer), la 45.ª asaltó el centro, Delta Beach (en Saint-Tropez) y la 36.ª desembarcó por la derecha, en Camel Beach (Saint-Raphaël).
Al mismo tiempo que se producían estos desembarcos principales y como apoyo a ellos, se llevaron a cabo otras operaciones menores en ambos flancos del eje principal de invasión. En Cap Nègre, en el flanco occidental, un gran grupo de comandos franceses destruyó emplazamientos artilleros alemanes en el curso de la Operación “Romeo”.
Desde el aire la 1.ª Fuerza Operativa Aerotransportada llevó a cabo un asalto paracaidista y aerotransportado tras las playas de desembarco, en la zona Le Muy-Le Luc,  al que se le dio el nombre de Operación “Dove”. Esta agrupación, también conocida como Fuerza Rugby, estaba compuesta por la 2.ª Brigada Paracaidista Independiente británica, el 517.º Equipo de Combate Regimental Paracaidista estadounidense y un equipo regimental de combate combinado de planeadores y paracaidistas formado con el 509.º Batallón de Infantería Paracaidista, el 550.º Batallón de Infantería Aerotransportado en planeadores, y el 1.er Batallón del 551.º Regimiento de Infantería Paracaidista, todas ellas unidades pertenecientes al Ejército de Estados Unidos. Incluida en la invasión aérea estaba la 887.ª Compañía Aerotransportada de Ingenieros de Aviación, la cual ostentaba la distinción de ser la única unidad de ingenieros en todo el teatro de operaciones europeo capaz de llevar a cabo la misión para la cual estaba entrenada, es decir, realizar su misión propia de unidad de ingenieros tras un aterrizaje de combate desde planeadores. En total en torno a dos mil soldados aerotransportados aliados participaron en “Dove”.
La 1.ª Fuerza de Servicio Especial llevó a cabo la Operación “Sitka”, durante la que tomó dos islas cercanas a la costa para proteger la cabeza de playa. Los servicios de inteligencia planearon y ejecutaron la operación “Span” previamente a la invasión, para enmascarar el asalto principal y engañar al Decimonoveno Ejército alemán, el cual estaba a cargo de la defensa de la zona, sobre las verdaderas intenciones aliadas. También durante la operación se hicieron lanzamientos nocturnos de muñecos en paracaídas para despistar a los defensores germanos. A los auxiliares rusos que prestaban servicio en las fuerzas alemanas, agentes aliados les convencieron para que desertaran a cambio de inmunidad.
El fuego naval de apoyo proporcionado por los barcos aliados incluyó el del acorazado francés Lorraine, el del acorazado británico HMS Ramillies, y el de los acorazados estadounidenses USS Texas, USS Nevada y USS Arkansas. Además una flota de 50 cruceros y destructores apoyó los desembarcos.
Los aparatos de 7 portaaviones de escolta aliados, junto con aviones de combate basados en Córcega, proporcionaron cobertura aérea. Alrededor de 94 000 soldados y 11 000 vehículos fueron desembarcados el primer día. Parte de las tropas alemanas que se les deberían haber enfrentado habían sido enviadas a luchar contra las fuerzas aliadas de “Overlord” en el norte de Francia. Además un gran ataque de los combatientes irregulares de la Resistencia francesa, coordinados por el capitán Aaron Bank de la OSS (Oficina de Servicios Estratégicos) precursora de la CIA, ayudó a retrasar y entretener a las restantes fuerzas alemanas de las inmediaciones de la cabeza de playa en pleno avance de los desembarcos. Como resultado las fuerzas aliadas apenas encontraron resistencia cuando comenzaron a adentrarse tierra adentro. El rápido éxito de la invasión, con una penetración de unos 24 kilómetros en las primeras 24 horas provocó un gran levantamiento de los resistentes en París.
Completaron los desembarcos el Cuartel General del VI Cuerpo de Ejército y el Cuartel General del Séptimo Ejército, así como el Ejército B francés (que más tarde fue redesignado como Primer Ejército) compuesto por el I y II Cuerpos de Ejército franceses. Para atender a las bajas desembarcó el 51.º Hospital de Evacuación del Ejército de Estados Unidos.

## Consecuencias
La rápida retirada del Decimonoveno Ejército alemán brindó una victoria fácil para las fuerzas aliadas, las cuales apenas sufrieron bajas durante y después de los desembarcos. Pero paradójicamente este hecho fue un obstáculo a posteriori para los Aliados. Los planes habían previsto una mayor resistencia cerca de las zonas de desembarco y en consecuencia subestimaron las necesidades de transportes rodados que tendrían en los primeros momentos de la invasión. Pero dada la facilidad y rapidez con que consiguieron poner en tierra gran número de vehículos, la consiguiente necesidad de combustible sobrepasó la capacidad de abastecimiento de las unidades logísticas aliadas. Esta escasez representó un mayor impedimento para el avance que la resistencia de las fuerzas teutonas. Como resultado varias formaciones alemanas escaparon hacia la zona de los Vosgos y Alemania.
Dos días más tarde de los desembarcos, el ataque tomó dos direcciones: el II Cuerpo francés atacó Tolón y Marsella, y los estadounidenses avanzaron hacia el curso inferior del Durance con la manifiesta intención de cerrar el valle del Ródano en Avranges. En estas condiciones los alemanes tuvieron que replegarse por los valles del Ródano y del Saona.
La lucha en la costa terminó el 27 de agosto. Tolón, Marsella, Cannes y Niza habían sido ocupadas y se había alcanzado la frontera italiana. El Séptimo Ejército hizo más de 250 000 prisioneros. Finalmente la Fuerza Dragón enlazó a mediados de septiembre con el ala sur del Tercer Ejército de George Patton, procedente de la operación “Overlord”, cerca de Dijon.
Después de la batalla a los Aliados se les presentó el problema de que ni el puerto de Tolón ni el de Marsella podrían ser utilizados de momento. Tolón era solo un montón de escombros, y en Marsella el almirante alemán Heinrich Ruhfus había hecho saltar 9000 metros de muelles, destruido 200 grúas y hundido 70 barcos. Además ambas ciudades habían sufrido severos daños a causa de una acción prematura del movimiento de resistencia francés.
El rápido avance después de "Cobra" (operación aliada que rompió el frente en Normandía) y “Dragoon” se ralentizó hasta casi detenerse en septiembre de 1944, debido a una crítica falta de suministros. Pero una vez comenzaron a repararse los destrozos en el puerto de Marsella y en las líneas de ferrocarril, se abrió una significativa ruta de suministros para el avance hacia Alemania a través del sur de Francia. Miles de toneladas de pertrechos descargados en los puertos franceses del Mediterráneo conseguidos gracias a “Dragoon” fueron enviados al noroeste de Francia para compensar las inadecuadas instalaciones portuarias de Bretaña y Normandía, proporcionando un tercio de las necesidades de las fuerzas aliadas.